# Le Faouët, Morbihan
Le Faouët (tiếng Breton: Ar Faoued) là một xã ở tỉnh Morbihan trong vùng Bretagne tây bắc Pháp. Xã này có diện tích 34,03 kilômét vuông, dân số năm 1999 là 2806 người. Khu vực này có độ cao trung bình 152 mét trên mực nước biển.
Tên trong tiếng Bretagne có nghĩa là rừng Bãi Biển châu Âu.
Le Faouët/Ar Faoued nằm ở vùng lịch sử Cornouaille. Trước đây là một khu vực nói tiếng Bretage nhưng tiếng Pháp trở nên phổ biển từ thập niên 1950. Cư dân của Le Faouët danh xưng trong tiếng Pháp là Faouëtais.

## Tiếng Bretagne
In 2007, 13,5% trẻ em học trường song ngữ ở cấp tiểu học.